# Dodô (football, 1998)
Pour les articles homonymes, voir Dodo.
Domilson Cordeiro dos Santos, dit Dodô, né le 17 novembre 1998 à Taubaté (Brésil), est un footballeur international brésilien, qui évolue au poste de défenseur à l'ACF Fiorentina.

## Biographie

### Carrière en sélection
Avec les moins de 17 ans, il participe à la Coupe du monde des moins de 17 ans en 2015. Lors du mondial junior organisé au Chili, il joue deux matchs. Il délivre une passe décisive contre la Guinée lors de la phase de poule. Le Brésil s'incline en quart face au Nigeria.
Il est ensuite convoqué avec les moins de 20 ans pour disputer le Championnat de la CONMEBOL des moins de 20 ans en Championnat de la CONMEBOL de football des moins de 20 ans 2017. Lors de cette compétition, il dispute neuf matchs.

## Statistiques
| Saison                | Club                     | Championnat           | Championnat | Championnat | Coupe(s) nationale(s) | Coupe(s) nationale(s) | Supercoupe | Supercoupe | Compétition(s) continentale(s) | Compétition(s) continentale(s) | Compétition(s) continentale(s) | Autres compétitions | Autres compétitions | Total | Total |
| Saison                | Club                     | Division              | M.          | B.          | M.                    | B.                    | M.         | B.         | Comp.                          | M.                             | B.                             | M.                  | B.                  | M.    | B.    |
| 2016                  | Coritiba FC              | Série A               | 26          | 0           | 2                     | 0                     | -          | -          | CS                             | 2                              | 0                              | 1                   | 0                   | 31    | 0     |
| 2017                  | Coritiba FC              | Série A               | 19          | 0           | -                     | -                     | -          | -          | -                              | -                              | -                              | 4                   | 0                   | 23    | 0     |
| Sous-total            | Sous-total               | Sous-total            | 45          | 0           | 2                     | 0                     | 0          | 0          | -                              | 2                              | 0                              | 5                   | 0                   | 54    | 0     |
| 2017-2018             | Chakhtar Donetsk         | Premier-Liha          | 2           | 0           | 1                     | 0                     | -          | -          | -                              | -                              | -                              | -                   | -                   | 3     | 0     |
| 2019-2020             | Chakhtar Donetsk         | Premier-Liha          | 23          | 1           | 1                     | 0                     | -          | -          | C1+C3                          | 5+5                            | 1+1                            | -                   | -                   | 34    | 3     |
| 2020-2021             | Chakhtar Donetsk         | Premier-Liha          | 23          | 2           | -                     | -                     | 1          | 0          | C1+C3                          | 6+4                            | 0                              | -                   | -                   | 34    | 2     |
| 2021-2022             | Chakhtar Donetsk         | Premier-Liha          | 14          | 0           | 1                     | 0                     | 1          | 0          | C1                             | 10                             | 0                              | -                   | -                   | 26    | 0     |
| Sous-total            | Sous-total               | Sous-total            | 62          | 3           | 3                     | 0                     | 2          | 0          | -                              | 30                             | 2                              | 0                   | 0                   | 97    | 5     |
| 2018-2019             | Vitória Guimarães (prêt) | Primeira Liga         | 9           | 1           | 3                     | 1                     | -          | -          | -                              | -                              | -                              | -                   | -                   | 12    | 2     |
| Sous-total            | Sous-total               | Sous-total            | 9           | 1           | 3                     | 1                     | 0          | 0          | -                              | 0                              | 0                              | 0                   | 0                   | 12    | 2     |
| 2022-2023             | ACF Fiorentina           | Serie A               | 30          | 1           | 4                     | 0                     | -          | -          | C4                             | 12                             | 0                              | -                   | -                   | 46    | 1     |
| 2023-2024             | ACF Fiorentina           | Serie A               | 5           | 0           | -                     | -                     | -          | -          | C4                             | 2                              | 0                              | -                   | -                   | 7     | 0     |
| Sous-total            | Sous-total               | Sous-total            | 35          | 1           | 4                     | 0                     | 0          | 0          | -                              | 14                             | 0                              | 0                   | 0                   | 53    | 1     |
| Total sur la carrière | Total sur la carrière    | Total sur la carrière | 151         | 5           | 12                    | 1                     | 2          | 0          | -                              | 46                             | 2                              | 5                   | 0                   | 216   | 8     |

## Palmarès
Avec le Coritiba FC, Dodô est champion du Paraná en 2017. Avec le Chakhtar Donetsk, il est champion d'Ukraine en 2020. Avec la Fiorentina, il est finaliste en 2023 de la Coupe d'Italie et de la Ligue Europa Conférence.